# Kevély-nyergi-rókalyuk
A Kevély-nyergi-rókalyuk Magyarország megkülönböztetetten védett barlangjai között van. A Duna–Ipoly Nemzeti Parkban lévő Pilis hegységben helyezkedik el. Turista útikalauzokban is ismertetve van.

## Leírás
A Kevély-nyergi turistaház helyétől DK-re kb. 140 m-re található a barlang három bejárata. Az Országos Kéktúra kék sáv jelzésű turistaútjának (amelynek ez a szakasza a Redlinger Adolf út nevet viseli és régebben Szódás út volt a neve) közvetlen közelében találhatók a barlang bejáratai. A bejáratok a turistaúttól lejjebb, kb. 8 m-re helyezkednek el. A turistaház helye felé haladva a jelzett úton, az úttól balra vannak a nyílások. A Pilisborosjenőről a Kevély-nyeregbe vezető sárga sáv, valamint zöld sáv jelzésű turistaút is itt halad el.
A Nagy-Kevély meredek, sziklás és bozótos hegyoldalában, sziklakibúvásban nyílik a barlang. A három természetes és szabálytalan alakú bejáratból egy, a felső eltömődött, amely függőleges tengelyirányú volt. A lejtő tengelyirányú bejárat 2,7 m széles és 1,4 m magas. A vízszintes tengelyirányú bejárat 1 m széles és 90 cm magas. A bejáratok közelében sok szemét és építési hulladék van.
Egyszintes, elágazó és pusztuló átjáróbarlang. Hévizes eredetű, inaktív. Karsztvízszint alatti oldódással felső triász, fehér kalciteres, tömött, vastagpados, dachsteini mészkőben és dolomitban jött létre. Gömbüstök, kürtő, hegyitej, cseppkőbekérgezések, kondenz borsókövek, visszaoldott cseppkő és kis cseppkőlécek képződtek benne. A barlang vízszintes kiterjedése 15 m. Barlangjáró alapfelszereléssel és engedély nélkül megtekinthető a lezáratlan barlang. Róka szokott élni benne.
1974-ben volt először Kevély-nyergi-rókalyuknak nevezve a barlang az irodalmában. Előfordul a barlang az irodalmában Kevélynyeregi rókalyuk (Thuróczy 1964), Kevély-nyergi-barlang (Kovács, Kovács 2003), Kevély-nyergi barlang (Kordos 1984), Kevélynyergi barlang (Bertalan 1976), Kevélynyergi-rókalyuk (Leél-Őssy 1958), Kevélynyergi rókalyuk (Kordos 1970), Róka-lyuk (Dely, Mezei 1974), Rókalyuk (Józsa 1967), Turistaházi-barlang (Kordos 1984), Turistaházi barlang (Thuróczy 1964) és Túristaházi-barlang (Leél-Őssy 1958) neveken is.

## Kutatástörténet
Az 1920-ban publikált, Barcza Imre és Thirring Gusztáv által írt útikalauzban meg van említve, hogy a Pilisborosjenő és Csobánka közötti úttól a Kevély-nyereg meredek oldalán lévő bozótosban felkapaszkodva, a gerinchez nagyon közel található egy több bejáratú barlang. Az 1924-ben megjelent, Budapest Duna-jobbparti környéke című kiadványban meg van ismételve az 1920-ban publikált könyv Kevély-nyergi-rókalyukat említő része.
A Szpeleológia Barlangkutató Csoport 1970. évi munkájáról szóló kézirat szerint, a Schőnviszky László által írt, 1937-ben publikált tanulmány 151. oldalán a Kevély-nyergi-rókalyuk meg van említve, de Schőnviszky László (a 151. oldalon) valószínűleg a Gyopáros-barlangra utal. A 151. oldalon az olvasható, hogy van a Nagy-Kevély D-i oldalán egy feltárásra váró kis üreg. 1943-ban Venkovits István mérte fel a Kevély-nyergi-rókalyukat, majd a felmérés felhasználásával megszerkesztette a barlang 1:50 méretarányú alaprajz térképét és 13 keresztmetszet térképét. A barlang a felmérés szerint 26 m hosszú és kb. 4 m mély.
A Leél-Őssy Sándor által írt, 1958-ban publikált tanulmányban szó van arról, hogy a Túristaházi-barlang (Kevélynyergi-rókalyuk) kb. 400 m tszf. magasságban helyezkedik el. A többnyílású kis barlangnak nagyon nehezen járható, szűk, alacsony és többfelé ágazó járatai vannak. Dachsteini mészkőben jött létre a barlang. Valószínűleg hévizes eredetű, mert gömbfülkék és aragonitkristályok vannak benne, de ez utóbbiaknak nagy része elpusztult. A tanulmányhoz mellékelve lett egy térképvázlat, amely a Kevély-hegycsoportot mutatja be. A térképvázlaton megfigyelhető a Kevély-nyergi-rókalyuk földrajzi elhelyezkedése. A rajzon és a szövegben 13-as számmal van jelölve a barlang.
Az 1964-ben megjelent, Az országos kék-túra útvonala mentén című könyv szerint a Kevély-hegycsoportban van a Turistaházi barlang (Kevélynyeregi rókalyuk), amely többnyílású és nehezen járható. 1965-ben a Szabó József Geológiai Technikum Barlangkutató Csoportnak volt kutatási területe a Kevély-nyereg, és ebben az évben a csoport tagjai bejárták a kevély-nyergi rókalyukakat.

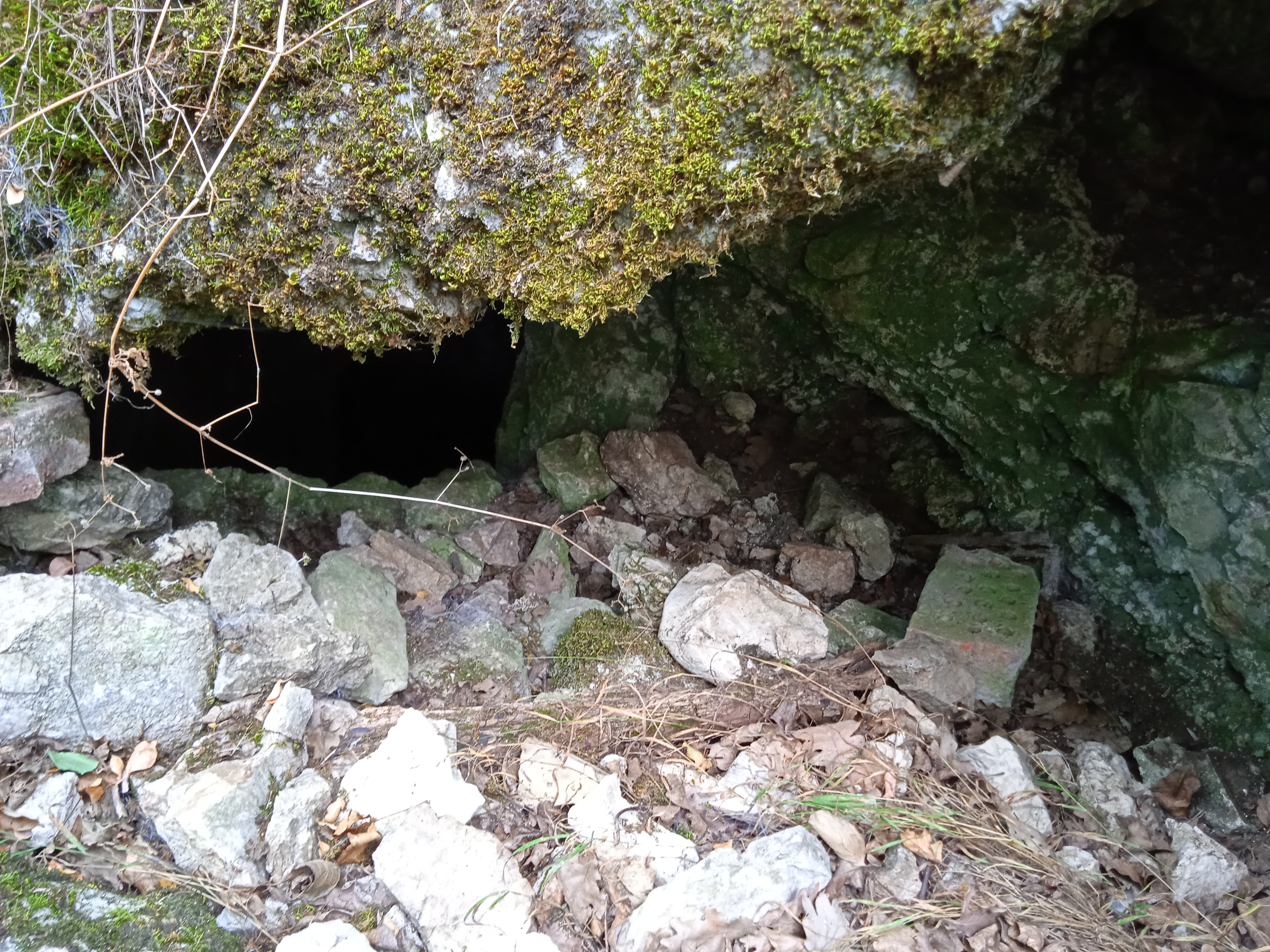
A Kevély-nyergi-rókalyuk jobb oldali bejárata

Az 1967-ben kiadott, Pilis útikalauz című könyvben ismertetve van a barlang röviden, barlangnév nélkül. Az ismertetésben az olvasható, hogy a Kevély-nyergi turistaháztól néhány m-re DK-re, a meredek, sziklás és bozótos hegyoldalban van egy néhány méteres, többnyílású kis barlang. 1967-ben a Szabó József Geológiai Technikum Barlangkutató Csoport három tagja, Kordos László, Lechner Ferenc és Somogyi Miklós felmérték a barlangot vesztett pontokkal, freibergi függőkompasszal, fokívvel, valamint a felmérés alapján Kordos László szerkesztette és rajzolta meg a barlang alaprajz térképét, amely 1:100 méretarányban mutatja be a barlangot. A felmérés szerint a barlang 42 m hosszú és 6 m mély. A Szabó József Geológiai Technikum Barlangkutató Csoport 1967-es jelentése szerint a csoport 1967-ben poligon mentén, függőkompasszal és fokívvel felmérte a barlangot, amely az egyik munkahelyükön lévő karsztobjektum.
1970. április 5-én Wehovszky Erzsébet vizsgálta a barlang csepegő vizeit. 1970. május 10-én nyolc kis patkósdenevért és egy közönséges denevért figyeltek meg benne. A Szpeleológia Barlangkutató Csoport 1970. évi jelentésében részletes leírás található a barlangról és a kutatástörténetéről. A jelentésben az olvasható, hogy készült róla gyenge minőségű, fekete-fehér fénykép, a barlangban függőcseppkövek és apró, fehér aragonitcsomók, a kőzetrepedésekben limonit és kalcit figyelhetők meg, valamint 1967-ben kifejtett hossz-szelvény barlangtérképek és keresztmetszetek is készültek.

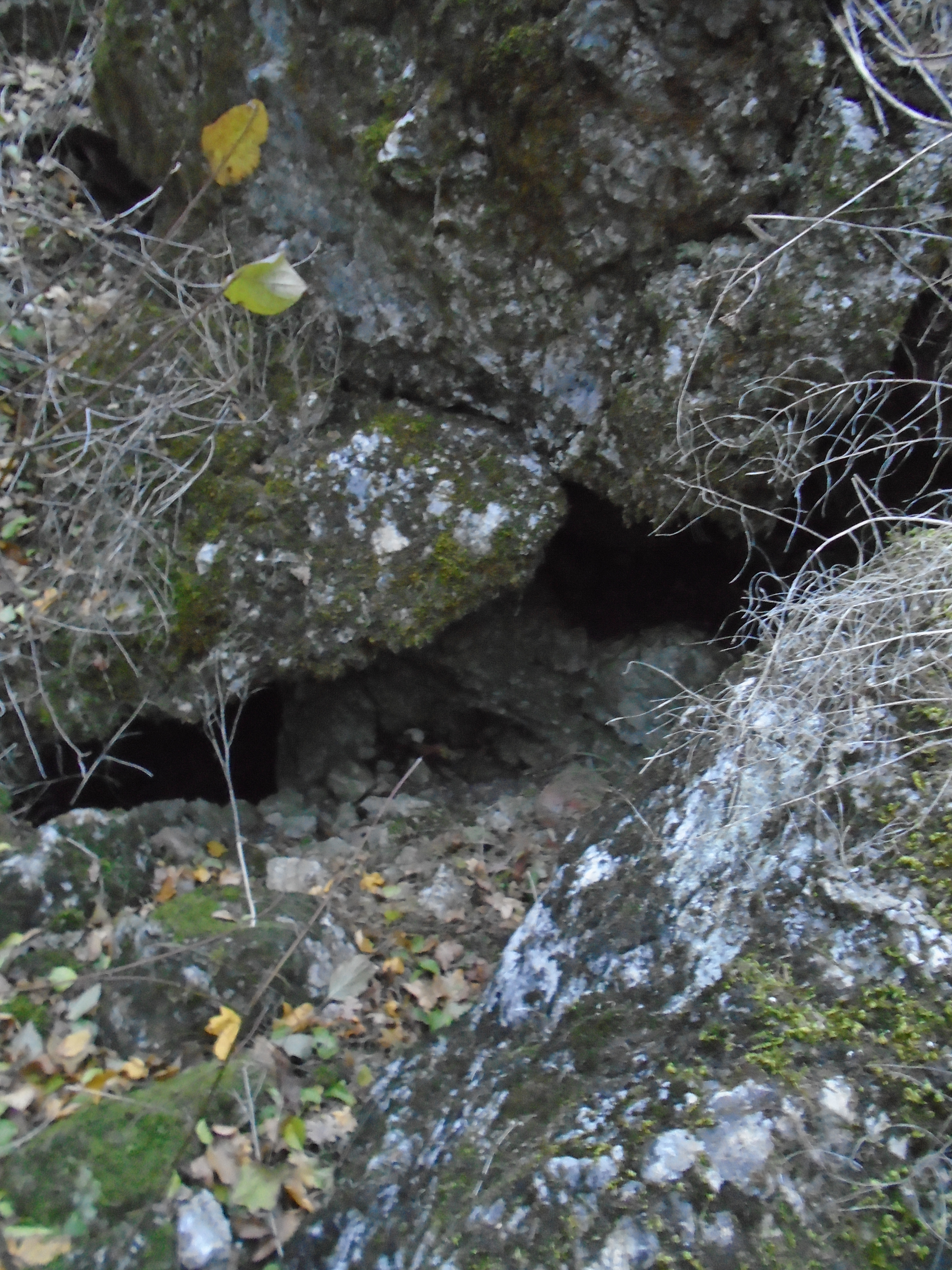
A Kevély-nyergi-rókalyuk jobb oldali bejárata

Az 1974-ben megjelent, Pilis útikalauz című könyvben, a Pilis hegység és a Visegrádi-hegység barlangjainak jegyzékében (19–20. old.) meg van említve, hogy a Pilis hegység és a Visegrádi-hegység barlangjai között van a Kevély-nyergi-rókalyuk és a Róka-lyuk (Kevélynyergi-). A Pilis hegység barlangjait leíró rész szerint a Róka-lyuk 42 m hosszú, három bejáratú és elágazó barlang. A Stromfeld Aurél turistaháztól DK-re kb. 100 m-re, a meredek, bozótos és sziklás hegyoldalban vannak a bejáratai.
Az 1976-ban befejezett, Bertalan Károly által összeállított, Magyarország barlangleltára című kéziratban az olvasható, hogy a Pilis hegységben, a Kevély-csoportban, Pilisborosjenőn lévő Kevélynyergi rókalyuk további nevei Kevélynyergi barlang és Turistaházi barlang. A kevély-nyergi Stromfeld Aurél turistaháztól DK-re kb. 100 m-re, a Redlinger Adolf emléktábla alatt kb. 20 m-re, meredek hegyoldalban található. 42 m hosszú és 6 m mély, hévizes eredetű, feltöltött és pusztuló barlang, amelyben kis gömbüstök találhatók, valamint van két nagy és egy kis bejárata. A kézirat barlangra vonatkozó része 4 irodalmi mű alapján lett írva.
Az 1975–1980. évi Karszt- és Barlangkutatásban publikált tanulmányban van egy vázlatos térkép, amelyen a Kevély-csoport vízkémiai szempontból vizsgált barlangjainak földrajzi elhelyezkedése látható. Az ábrán megfigyelhető a Kevély-nyergi-rókalyuk földrajzi elhelyezkedése. A tanulmányban szó van arról, hogy a két bejáratát összekötő, rövid, dachsteini mészkőben lévő folyosó csepegőhelyén volt gyűjtve minta 1970. április 5-én és mintavételkor 2,2 °C léghőmérséklet lett mérve. Az évkönyvben szerepelnek a vízkémiai elemzési adatai. A Kevély-nyergi-rókalyuk csepegő vize és a Zöld-barlang pocsolyája majdnem ugyanolyan összetételű. A Zöld-barlang vizének magasabb a hidrogén-karbonát mennyisége. A Kevély-nyergi-rókalyuk vizének magnézium-ion tartalma 2,4 mg/l.
Az 1981. évi Karszt és Barlang 1–2. félévi számában nyilvánosságra lett hozva, hogy a Kevély-nyergi-rókalyuknak 4820/13. a barlangkataszteri száma. Az 1983. évi Karszt és Barlangban van egy olyan ábra, amelyen a Pilis hegység Pilis hegytől Dunáig terjedő részének hossz-szelvénye látható. A rajzon megfigyelhető a terület jelentős barlangjainak földrajzi elhelyezkedése és az, hogy a barlangok mekkora tszf. magasságban helyezkednek el. Az ábrán szerepel a 420 m tszf. magasságban elhelyezkedő Kevély-nyergi-rókalyuk. A barlang 42 m hosszú és 4 m mély. Az 1984-ben kiadott, Magyarország barlangjai című könyv országos barlanglistájában szerepel a Pilis hegység barlangjai között a barlang Kevély-nyergi-rókalyuk néven Kevély-nyergi barlang és Turistaházi-barlang névváltozatokkal. A listához kapcsolódóan látható a Dunazug-hegység barlangjainak földrajzi elhelyezkedését bemutató 1:500 000-es méretarányú térképen a barlang földrajzi elhelyezkedése.

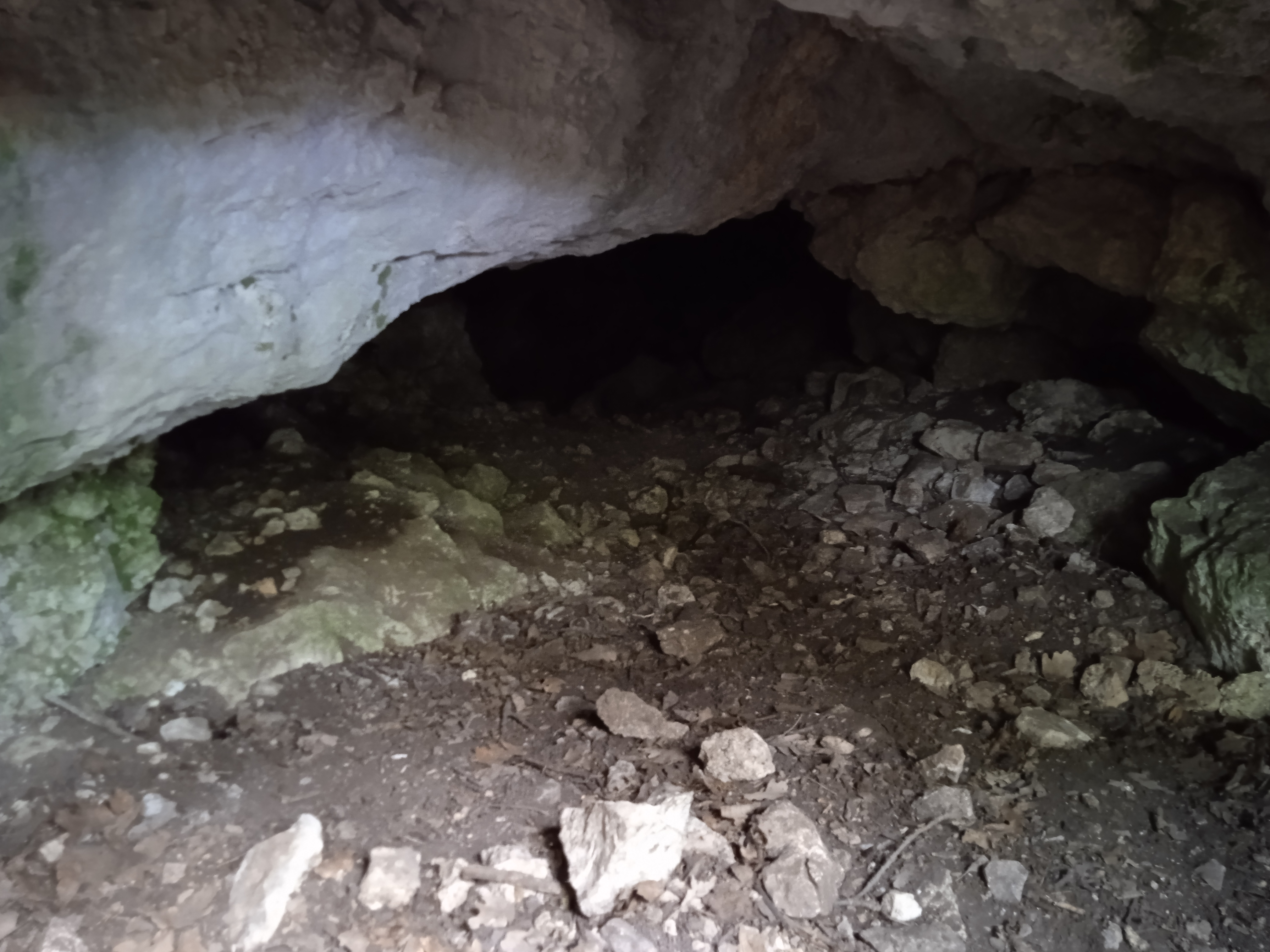
A Kevély-nyergi-rókalyuk bal oldali bejárata utáni rész

1989 szeptemberében Kárpát József rajzolta meg a Kevélynyergi Rókalyuk-barlang alaprajz térképvázlatát. A Kárpát József által 1990-ben készített kéziratban az van írva, hogy a Kevélynyergi Róka-lyuk (Pilisborosjenő) bejárata a kevély-nyergi turistaháztól D-re induló sárga, kék és zöld jelzésű turistaút 135. méterénél, az úttól 8 m-rel lejjebb, kb. 417 m tszf. magasságban helyezkedik el. A dolomitban lévő barlang kb. 35 m hosszú és kb. 4 m mély. Három bejárata van a korróziós úton létrejött és elágazó járatrendszernek. Legnagyobb része vízszintes. Négykézláb járható járatok kapcsolják össze kis termeit. Néhány helyen kondenzvizes borsókó figyelhető meg a falain. Nem volt kutatva. Bejáratainak környékén láthatók a felette húzódó útról leborított szemét és építési törmelék nyomai. A kéziratba bekerült a barlang 1989-ben rajzolt alaprajz térképvázlata.
A Kárpát József által 1991-ben írt kéziratban meg van említve, hogy a Kevély-nyergi Róka-lyuk (Pilisborosjenő) 35 m hosszú és 4 m mély. A barlang az 1991-ben megjelent, A Pilis és a Visegrádi-hegység című könyvben le van írva röviden. A barlangleírás majdnem megegyezik az 1974-ben kiadott útikalauzban lévő barlangleírással. 1992. május 29-én Szabó Sándor (ügyintéző: Kárpát József, ügyiratszám: BTI-650/92.) engedélyezte, hogy a Karszt Barlangkutató Csoport a Kevély-nyergi-rókalyukban a kutató munkákat elvégezze a leadott tervek szerint. A határozat visszavonásig érvényes. A Karszt és Barlang 1992. évi évfolyamában szó van arról, hogy a Karszt Barlangkutató Csoportnak a Pilis hegységben lévő Kevély-csoportban végzett bontó munkái a Kevély-nyergi-rókalyukban hozták a legjelentősebb eredményt. A barlangban összesen 60 m hosszú új járatot fedezett fel a csoport.

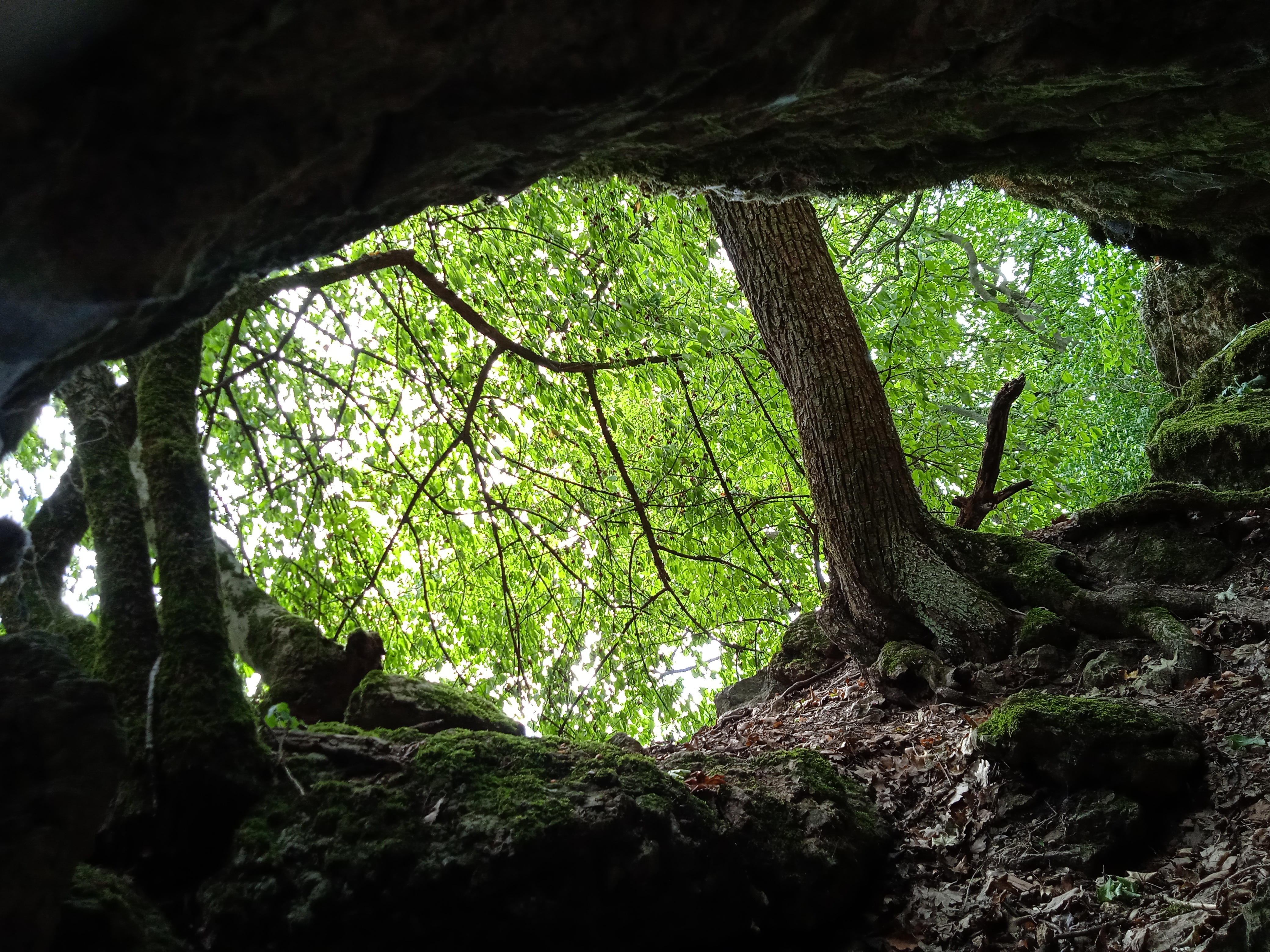
Kilátás a Kevély-nyergi-rókalyuk bal oldali bejáratán

A Karszt Barlangkutató Csoport 1992. évi jelentése szerint a Kevély-nyergi turistaháztól kezdődő és Pilisborosjenőig haladó dózerúton 150 m-t kell menni, ahol jobbra lekanyarodva kb. 20 m szintereszkedés után található a Kevély-nyergi-rókalyuk. A csoport tagjai 1992-ben, a korábban 40 m hosszú barlangban, két laza agyagos szűk rész átbontásával kb. 40 m hosszú járatra bukkantak. Ennek a járatnak a vége a felszín felé enyhén emelkedik. Ebben a járatban nem akarták folytatni a feltáró munkát. Egy másik biztató bontási pont szűkületét átbontva be tudtak kúszni a szűk járatban 20 m-t, ahol előrenézve táguló járatot lehet látni. A barlangban így kb. 60 m hosszú új járatot talált a csoport. Tervezték a tagok, hogy az új járatokat nemsokára felmérik és az Állatorvostudományi Egyetem hallgatóinak segítségével biológiai vizsgálatokat végeznek a barlangban, mert pl. sok bolhát, sok pókot és néhány piócát figyelt meg a csoport a járatokban. A sok állat akadályozta a csoport barlangban végzendő további munkáját. Az 1996. évi XL. Barlangnap túrakalauzában 42 m hosszúnak van bemutatva a Kevély-nyergi-rókalyuk.
A barlang 2003-ban kitöltött állapotfelvételi kézirata szerint a barlang 100 m hosszú, amely adat vázlatos barlangfelmérés és becslés alapján lett megállapítva. Becslés alapján lett megállapítva, hogy 2 m mély, 3 m magas és 5 m függőleges kiterjedésű. A vízszintes kiterjedése 15 m. A barlang 1967-ben készült térképe az első, kb. 40 m hosszú barlangrészt ábrázolja. 2003-ban ennek a barlangszakasznak készült el az állapotfelvételi kézirata. Róka élt a barlangban, amely a barlang bejárásakor nem volt az üregben. A Duna–Ipoly Nemzeti Park Igazgatóság működési területén, a Pilis hegységben elhelyezkedő és 4820/13 kataszteri számú Kevély-nyergi-rókalyuk, 2006. február 28-tól, a környezetvédelmi és vízügyi miniszter 8/2006. KvVM utasítása szerint, megkülönböztetett védelmet igénylő barlang. A Duna–Ipoly Nemzeti Park Igazgatóság működési területén lévő és 4820-13 kataszteri számú Kevély-nyergi-rókalyuk, 2012. február 25-től, a vidékfejlesztési miniszter 4/2012. (II. 24.) VM utasítása szerint, megkülönböztetetten védett barlang.

## További irodalom
- Bertalan Károly: A barlangkutató-szakosztály jelentése. A Budapesti Egyetemi Turista Egyesület beszámolója az 1942. jubileumi évről. Budapest, 1943. 18. old.
- Szenthe István: Karsztjelenségek és képződményeik fejlődéstörténete a Nagy-Kevély környékén. Egyetemi szakdolgozat. Kézirat. Budapest, 1969.
- Venkovits István: Nagykevély környékének földtani vizsgálata. Kézirat, egyetemi szakdolgozat. Budapest, 1949.
- –: BETE Barlangnapló, II. 1944. február 8. 77. old. (TTE levele és térkép.)